# Tacachi
Tacachi ist eine Ortschaft im Departamento Cochabamba im südamerikanischen Anden-Staat Bolivien.

## Lage im Nahraum
Tacachi ist der zentrale Ort des Municipios Tacachi in der Provinz Punata und liegt am Südostrand der 490 km² großen fruchtbaren Hochebene des Valle Alto. Die Ortschaft liegt auf einer Höhe von 2813 m rund zehn Kilometer entfernt vom Rand der Cordillera Oriental, die östlich von Villa Rivero auf über 3600 m und nördlich von Punata auf 4100 m ansteigt.

## Geographie
Tacachi liegt im Übergangsbereich zwischen dem bolivianischen Altiplano im Westen und dem bolivianischen Tiefland im Osten. Die mittlere Durchschnittstemperatur der Region liegt bei knapp 18 °C (siehe Klimadiagramm Cochabamba) und schwankt nur unwesentlich zwischen 14 °C im Juni und Juli und 20 °C im November. Der Jahresniederschlag beträgt etwa 450 mm, bei einer ausgeprägten Trockenzeit von Mai bis September mit Monatsniederschlägen unter 10 mm, und einer Feuchtezeit von Dezember bis Februar mit 90 bis 110 mm Monatsniederschlag.

## Verkehrsnetz
Tacachi liegt in einer Entfernung von 58 Straßenkilometern südöstlich von Cochabamba, der Hauptstadt des gleichnamigen Departamentos.
Von Cochabamba führt die asphaltierte Nationalstraße Ruta 7 in südöstlicher Richtung 41 Kilometer bis San Benito, von dort eine unbefestigte Landstraße über sechs Kilometer weiter nach Südosten bis Punata und noch einmal elf Kilometer weiter über Villa Rivero nach Tacachi.

## Bevölkerung
Die Einwohnerzahl der Ortschaft ist in den vergangenen beiden Jahrzehnten auf fast das Dreifache angestiegen:
| Jahr | Einwohner | Quelle       |
| ---- | --------- | ------------ |
| 1992 | 422       | Volkszählung |
| 2001 | 750       | Volkszählung |
| 2012 | 1198      | Volkszählung |
| 2024 |           | Volkszählung |

Die Region weist einen hohen Anteil an Quechua-Bevölkerung auf, im Municipio Tacachi sprechen 95,3 Prozent der Bevölkerung Quechua.